# Immerath (neu)
Immerath (neu) ist ein Stadtteil von Erkelenz, Kreis Heinsberg, in Nordrhein-Westfalen.

## Lage

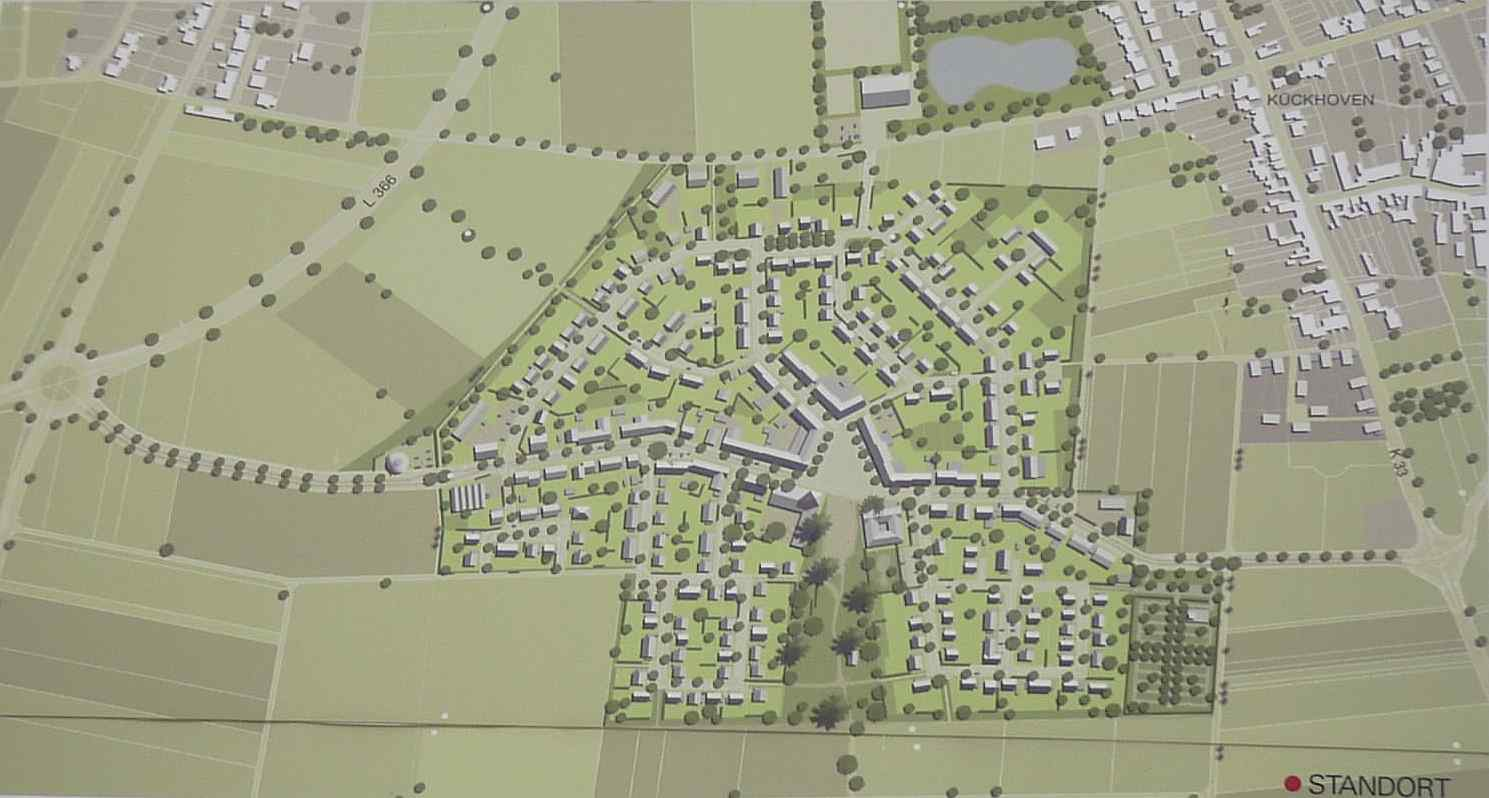
Planung Neu-Immerath

Im Norden grenzt Neu-Immerath an die Stadt Erkelenz, im Westen an Bellinghoven, im Süden an den Wahnenbusch und im Osten an Kückhoven.

## Geschichte

### Ortsname
1144 wurde die Ortschaft erstmals als Emundrode urkundlich erwähnt. 1530 entwickelte sich der Ortsname zu Emenrait und 1666 zu Emeradt. Ab Ende des 17. Jahrhunderts bevorzugte man die Schreibweise Immerath.
Der Name setzt sich aus dem Personennamen Aiwismund (aiwi – im mittelhochdeutschen ewe – bedeutet Gesetz, das althochdeutsche munt Vormund) und dem Grundwort reod zusammen. Bei dem Ort handelte sich also um eine Rodung des Aiwismund oder Edmund. Siedlungen der Rodungsperiode sind im Erkelenzer Land vor allem im 9. bis 11. Jahrhundert gegründet worden.
Mit der Umsiedlung an den heutigen Standort wurde hinter den Ortsnamen die Zufügung „(neu)“ angehängt, um den alten Ort von dem neuen zu unterscheiden.

### Siedlungsgeschichte
Südlich von Erkelenz entstand auf einem 35 Hektar großen Gelände der Ort Immerath. Der erste Spatenstich erfolgte am 20. Januar 2006. Ab Juli 2006 standen die ersten baureifen Grundstücke zur Verfügung. Rund 700 Einwohner aus Immerath, Lützerath und Pesch (66 Prozent der Gesamtbevölkerung) nahmen an der Umsiedlung teil. Das reine Baugebiet umfasste 18 Hektar und bot 270 Grundstücke für 300 Haushalte. Die öffentlichen Grünflächen umfassten 5,7 Hektar und die Straßen und Versorgungsanlagen 7,7 Hektar. Der städtische Raumbedarf betrug für Bürgerhaus, Kindergarten und Turnhalle 0,7 Hektar. Die Planung des neuen Wohngebiets lehnte sich an die alte Straßenführung an. Auf den ursprünglich geplanten Wiederaufbau des doppeltürmigen „Doms“ wurde auf Wunsch des Bistums Aachen verzichtet.
Die Umsiedlung wurde im April 2017 offiziell abgeschlossen, auch wenn zu diesem Zeitpunkt noch Menschen im alten Ort lebten.

## Bauwerke

### Kapelle St. Lambertus

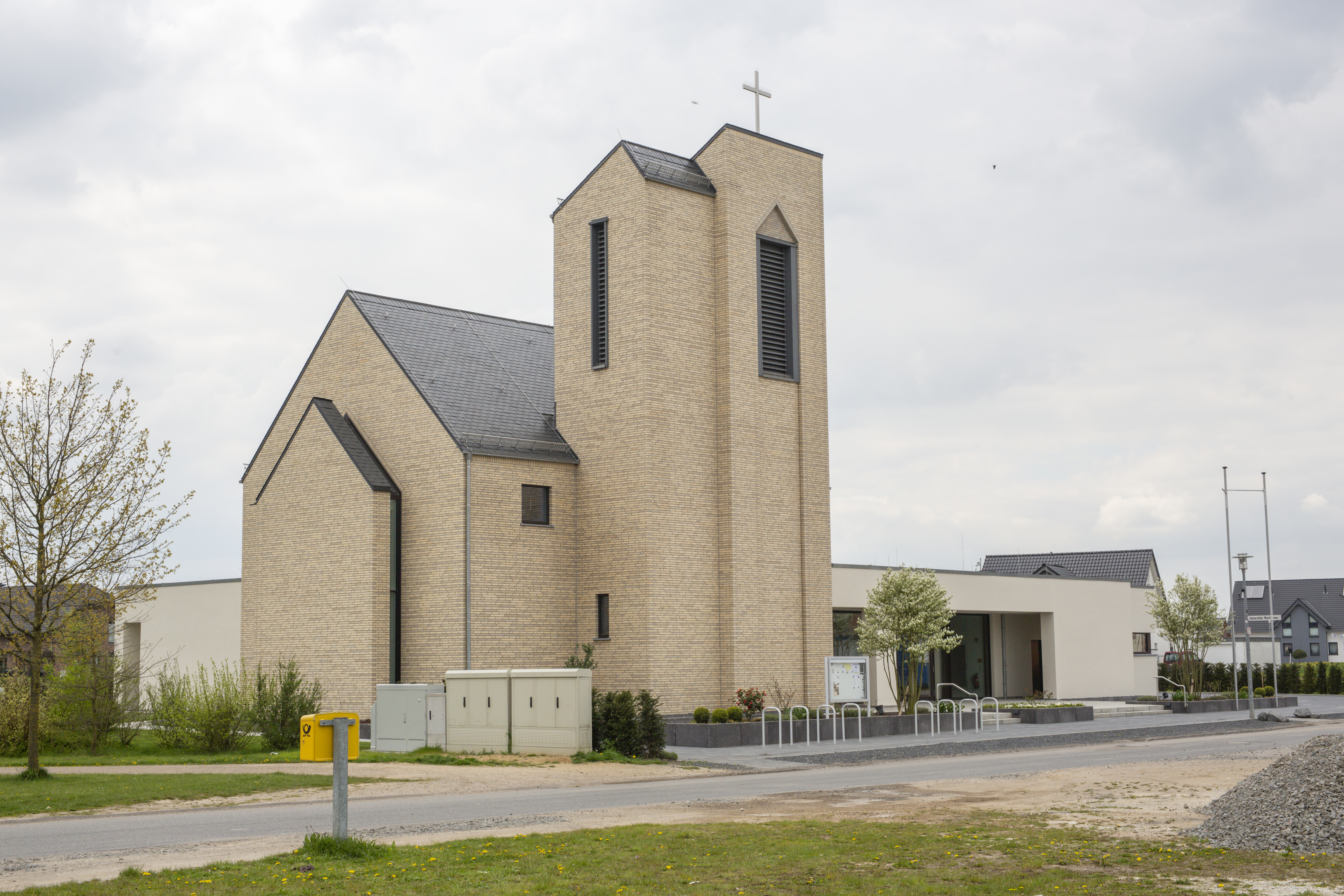
St.-Lambertus-Kapelle

Trotz des Wunsches der Bevölkerung verzichtete das Bistum Aachen auf einen Kirchenbau im neuen Ort. Stattdessen wurde hier die Kapelle St. Lambertus („sakraler Raum“) nach Plänen des Architekten Johannes Klomp errichtet. Der erste Spatenstich war am 13. September 2013 und die Grundsteinlegung mit gleichzeitigem Richtfest am 12. April 2014. Die Kapelle besitzt einen seitlich an das Schiff angebauten Glockenturm, in dem die vier Bronzeglocken der sechs alten Immerather Glocken wieder läuten. Der Altarraum wurde durch den Künstler Karl-Heinz Laufs gestaltet. Die Weihe des kleinen Gotteshauses fand am 28. März 2015 statt. Die Konsekration nahm der Aachener Weihbischof Karl Borsch vor.

### Friedhof

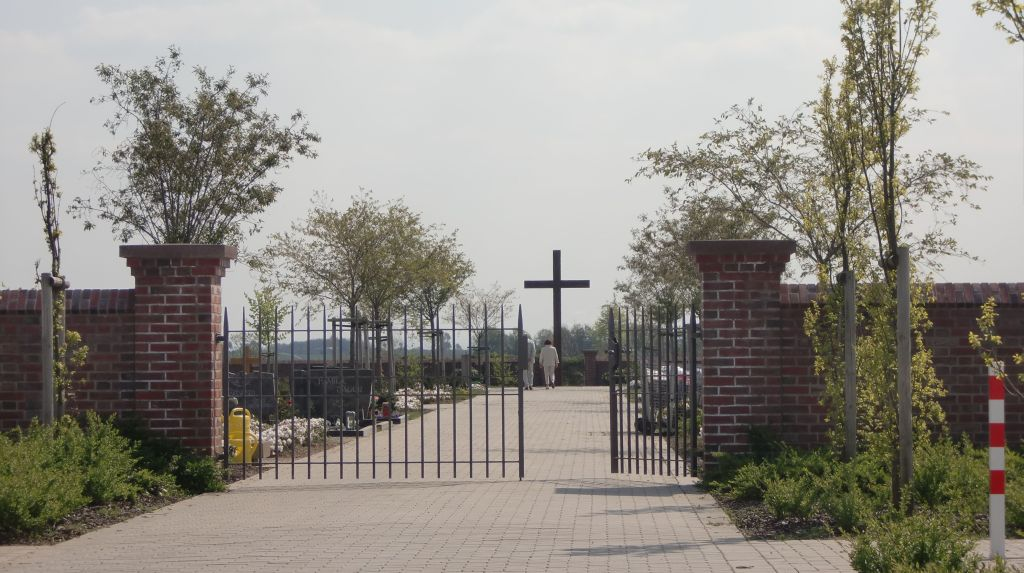
Friedhof in Immerath (neu)

Seit dem 23. April 2009 ist der neue Friedhof nutzbar, seine Fläche beträgt ca. 10.000 Quadratmeter, für Gräber sind 3.900 Quadratmeter nutzbar. Es ist Platz für 726 Wahlgräber, 135 Reihengräber und 80 Urnen. Alte Bestandteile des Friedhofes, wie alte Grabkreuze etc., werden in den folgenden Jahren noch an den neuen Friedhof gebracht.
Der zentrale Mittelpunkt des Friedhofes bildet noch ein neues Friedhofskreuz, der Friedhof wurde komplett ummauert, ähnlich wie in Alt-Immerath.

### Kleindenkmäler
Bis 2017 wurden die Kleindenkmäler aus Alt-Immerath, Lützerath und Pesch an den Umsiedlungsort gebracht, dazu zählen:
- Sieben Fußfälle aus dem Jahr 1784
- das Hagelkreuz von 1784
- Sandsteinkreuz aus Pesch, Inschrift 1867
- Grabkreuz vom Paulshof aus Lützerath von 1790
- Wegekreuz vom Wachtmeisterhof aus Lützerath von 1867

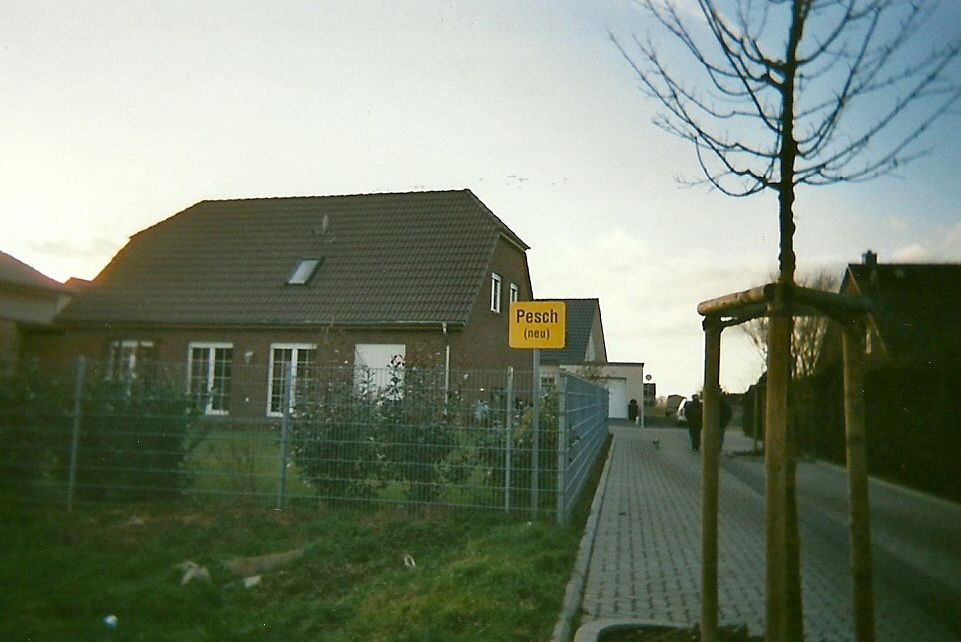
Für die Umsiedler aus Pesch wurde am Rand von Immerath (neu) das Baugebiet Pescher Kamp errichtet

## Bildung
Die Grundschüler Neu-Immeraths besuchen die Gemeinschaftsgrundschule im benachbarten Kückhoven.
Haupt- und Realschulen sowie Gymnasien befinden sich in Erkelenz.

## Verkehr

### Fahrrad
Eine kostenlos zu nutzende E-Bike-Ladestation befindet sich am Kaisersaal, Immerather Markt.

### Bus
Die AVV-Buslinien EK1 und EK3 der WestVerkehr verbinden Immerath (neu) wochentags mit Erkelenz, Keyenberg und Holzweiler. 
Zudem verkehrt der Multi-Bus seit dem 9. Juni 2024 kreisweit erweitert und zu einheitlichen Bedienzeiten. Mehr Informationen gibt es bei WestVerkehr.
| Linie | Verlauf |
| ----- | --- |
| EK1   | (Erkelenz ZOB →) Erkelenz Bf → Wockerath → Terheeg → Venrath → Kuckum → (Berverath →) Unterwestrich → Abzw. Oberwestrich → Keyenberg → Holzweiler → Kückhoven → Immerath (neu) → Bellinghoven → Erkelenz Bf (→ Erkelenz ZOB) |
| EK3   | (Erkelenz ZOB →) Erkelenz Bf → Bellinghoven → Immerath (neu) → Kückhoven → Holzweiler → Kückhoven → Immerath (neu) → Bellinghoven → Erkelenz Bf (→ Erkelenz ZOB)                                                             |

### Bahn
Die nächsten Stationen befinden sich in Erkelenz und Baal.

### Auto
Westlich von Neu-Immerath verläuft die Bundesstraße 57.
Die nächstgelegenen Autobahnanschlussstellen sind Erkelenz Süd, an der B57 bei Granterath, und Erkelenz Ost bei Mennekrath.

## Kultur und Freizeit

### Wahnenbusch
Das Waldgebiet Wahnenbusch liegt südlich von Immerath (neu). Die Fläche dieses Waldgebietes beträgt 25 ha.

### Luna-Park
Die Fläche des Luna-Parks beträgt 1,4 Hektar. Der Park dient als ökologische Ausgleichsfläche für Neu-Immerath. Im Park stehen ein Spielplatz sowie Grünflächen für die Erholung zur Verfügung. Der Park wurde in zwei Bauabschnitten errichtet. Die Planungen des Parks wurden von dem Landschaftsarchitekturbüro Scheller aus Wegberg übernommen. Der erste Bauabschnitt umfasste die vordere Parkanlage, an der Marktstraße mit dem Kinderspielplatz. Dieser Bauabschnitt konnte bereits 2009 fertiggestellt werden. Der zweite Bauabschnitt umfasst ein Grundstück von 3000 Quadratmetern und beinhaltet den Innenhof des neuen Kaisersaals, welcher mit der Parkanlage verschmolzen wurde.

### Sportanlagen
Am 22. September 2012 wurde die Immerather Sportanlage offiziell eingeweiht und dem SV Immerath für den Spiel- und Trainingsbetrieb übergeben. Neben dem Rasen-Sportplatz, der Abmaße gemäß Bundesliganorm hat, wurde auch ein Bolzplatz gebaut. Dieser ist ein Ascheplatz mit Flutlicht und kann von den Dorfbewohnern genutzt werden.
Im Gebäudekomplex der Turnhalle wurde das Vereinsheim des SV Immerath integriert, welches eine Grundfläche von 54 Quadratmeter hat.

#### Sportplatz und Bolzplatz
Die Fläche des Sportplatzes am Bellinghovener Weg 35 beträgt 12.600 Quadratmeter, der benachbarte Bolzplatz hat eine Fläche von 900 Quadratmetern. Zwischen beiden Plätzen besteht eine Treppenverbindung, da ein Höhenunterschied von einem Meter existiert.

#### Turnhalle
Die Sporthalle wurde mit der Einweihung der Sportanlage am 22. September 2012 ebenfalls fertiggestellt. Die Sporthalle liegt in unmittelbarer Nähe zum Bolzplatz als auch zum Sportplatz. Es gibt zwei Zugänge zur Sporthalle. Der eine Zugang führt zu den Umkleideräumen sowie zum Schiedsrichter- und Ballraum des SV Immerath. Der zweite Eingang führt in die Umkleideräume für die Schulkinder der angrenzende Kückhovener Grundschule.
Zusammen mit zusätzlichen Umkleideräumen für den Sportplatz kostete die Sporthalle insgesamt 1,8 Millionen Euro.

### „Kaisersaal“ mit Kindergarten
Der (alte) „Kaisersaal“ diente den Immerather Vereinen seit Anfang des 20. Jahrhunderts als Veranstaltungsstätte. Ein genaues Datum der Errichtung ist unbekannt. 1906 wurde das Gebäude erstmals als „Kaisersaal“ bezeichnet. Während des Zweiten Weltkriegs wurde das Gebäude stark beschädigt und in den Folgejahren als Lagerhalle genutzt. 1966 kaufte die Gemeinde das Gebäude auf Bestreben des damaligen Immerather Bürgermeisters Johann Corsten, um es in der Folge unter tatkräftiger Unterstützung der Immerather Bevölkerung zu einem modernen Veranstaltungssaal umzubauen.
Am 20. September 2010 wurde der Grundstein für den neuen „Kaisersaal“ gelegt. Die Eröffnung fand am 13. Januar 2012 statt. Der neue „Kaisersaal“ besitzt eine große Glasfront und eine direkte Verbindung zum angrenzenden Kindergarten. Das Gebäude des „Kaisersaals“ besteht aus anderthalb Stockwerken und ist U-förmig gebaut, während der Kindergarten auf das Erdgeschoss beschränkt ist. „Kaisersaal“ und Kindergarten grenzen an den Immerather Markt und im Süden an den Luna-Park. Insgesamt betrugen die Baukosten 3 Millionen Euro. Die Planungen wurden vom Architektenbüro Viehten aus Erkelenz übernommen.

### Vereine
- Karnevalsgesellschaft Seckschürger von 2001 e. V.
- St. Sebastianus Schützenbruderschaft Immerath von 1555
- Sportverein Immerath von 1911 e. V.

### Regelmäßige Veranstaltungen
- Schützenfest und Spätkirmes
- Karnevalsveranstaltungen (Sessionseröffnung, Galasitzung, BSE-Ball/Prinzenbiwak, Kostümball, Rosenmontagszug und -Ball)
- Unser Dorf spielt Fußball
- Tanz in den Mai

### Persönlichkeiten
- Johann Corsten (1891–1982): Amtsrentmeister a. D., Brudermeister von 1954 bis 1972, Träger des Bundesverdienstkreuzes und Ehrenbürger der Stadt Erkelenz
- Gisela Berger: Als Vorsitzende des Bürgerbeirats maßgeblich für Gestaltung und Wiedererrichtung der Infrastruktur am neuen Standort verantwortlich; ausgezeichnet mit der Ehrennadel der Stadt Erkelenz[8]

### Sonstiges
Seit 2009 steht in Immerath (neu) eine Wetterstation des von Jörg Kachelmann gegründeten Wetterdienstes Meteomedia. Die Station liefert neben den üblichen Werten wie Temperatur, Niederschlagsmenge und Luftfeuchtigkeit auch Daten zur Sichtweite an Meteomedia. Die Gesamtkosten von rund 22.000 Euro für die neue Wetterstation übernahmen RWE Power und NVV (7.500 Euro), Kachelmann/Meteomedia (6.800 Euro) und die Stadt Erkelenz.